# Emil Gajdas
Emil Gajdas (ur. 23 listopada 1879 w Zabrzu, zm. 9 grudnia 1948 w Radzionkowie) – polski polityk, komisaryczny burmistrz Tarnowskich Gór podczas trzeciego powstania śląskiego w 1921 roku, poseł na Sejm Śląski II, III i IV kadencji. Wicemarszałek Sejmu Śląskiego w latach 1930-1932.

## Życiorys
Studiował we Wrocławiu i Greifswaldzie. W 1913 podjął pracę w Radzionkowie jako aptekarz. W 1922 został naczelnikiem gminy Radzionków. 2 maja 1923 został odznaczony Krzyżem Kawalerskim Orderu Odrodzenia Polski.
Po 1926 związany z sanacją – przewodniczył Narodowo-Chrześcijańskiemu Zjednoczeniu Pracy (NChZP) w Tarnowskich Górach (a po jego rozwiązaniu lokalnemu obwodowi OZN).
Poseł na Sejm Śląski II, III i IV kadencji (1930–1939). W sejmie III kadencji pełnił funkcję wicemarszałka: w 1932 podał się do dymisji w proteście przeciwko sposobowi kierowania urzędem przez Konstantego Wolnego. W latach trzydziestych wydawał prorządowy „Głos Radzionkowski”.
W czasie II wojny światowej ukrywał się we Lwowie, po 1945 roku wrócił na Śląsk. Zmarł w Radzionkowie 9 grudnia 1948 roku.
Jego pasierbem był działacz narodowy i powstaniec Walter Larysz.